# Kleine geelsnavelijsvogel
De kleine geelsnavelijsvogel (Syma torotoro) is een vogel uit de familie Alcedinidae (ijsvogels).

## Verspreiding en leefgebied
Deze soort komt voor in Nieuw-Guinea en noordelijk Australië en telt 4 ondersoorten:
- Syma torotoro torotoro: westelijk en het zuidelijke deel van Centraal-Nieuw-Guinea, westelijk Papoea-Nieuw-Guinea, Japen en de Aru-eilanden.
- Syma torotoro meeki: zuidoostelijk Nieuw-Guinea.
- Syma torotoro ochracea: D'Entrecasteaux-eilanden.
- Syma torotoro flavirostris: Kaap York (noordoostelijk Australië).